# Токарево (Шацкий район)
Токарево — село в Шацком районе Рязанской области в составе Польно-Ялтуновского сельского поселения.

## Географическое положение
Село Токарево расположено на Окско-Донской равнине на левом берегу реки Цны в 12 км к востоку от города Шацка. Расстояние от села до районного центра Шацк по автодороге — 14 км.
К северу от села расположена балка Глинный Барак, к востоку и юго-востоку протекает река Цна, на правом берегу которой множество небольших пойменных озер. Ближайшие населенные пункты — села Польное Ялтуново, Лесное Ялтуново, Польное Конобеево и Лесное Конобеево.

## Население
| 1989 | 2010 | 2012 |
| ---- | ---- | ---- |
| 216  | ↘52  | ↗65  |

По данным переписи населения 2010 г. в селе Токарево постоянно проживают 52 чел. (в 1992 г. — 216 чел.).

## Происхождение названия
По мнению михайловских краеведов И. Журкина и Б. Катагощина название населенного пункта произошло от занятия местных жителей токарными работами. Подобные объяснения топонима можно встретить у одноименных сел Касимовского и Рыбновского районов.

## История
Окрестности села Токарево были заселены людьми издревле. В 0,6 км к северо-востоку от деревни, на левом берегу реки Цны, находится стоянка Токарево I эпохи бронзового века (вторая половина 2 тыс. до н. э.).

Токарево впервые упоминается в качестве деревни в писцовых книгах Федора Чеботова по Верхоценской волости Шацкого уезда за 1623 г.: 
«деревня Токарево, в ней крестьянские пашни 3 выти с половиною и полполчетверти выти, в каждой по 16 четьи, итого 57 четьи».

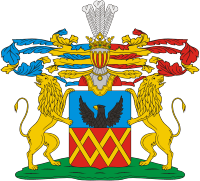
Герб рода дворян Нарышкиных.

По данным переписных книг за 1710 г. в деревне Токарево насчитывалось 34 крестьянских двора (из них 7 дворов пустых), в коих проживало 159 душ мужского и 132 женского пола.
По итогам 3-й ревизии в 1764 г. деревня Токарево числилась в вотчине действительного тайного советника и обер-шенка Александра Александровича Нарышкина (1726+1795 гг.) и в ней насчитывалось 37 дворов, в которых проживало 115 душ мужского и 96 женского пола.
К 1911 г., по данным А. Е. Андриевского, деревня Токарево числилось в приходе Воскресенской церкви села Польное Конобеево, и в ней насчитывался 71 крестьянский двор, в которых проживало 330 душ мужского и 332 женского пола. В деревне имелась школа грамоты.
В советский период Токарево получило статус села.
В настоящее время село Токарево — один из центров современного сельского туризма в Рязанской области. Желающим отдохнуть в сельской местности здесь предоставляются гостевые деревянные дома, полностью меблированные (телевизор, холодильник, газовая плита, набор посуды, чистое белье, русская печь), с баней, садом и артезианской водой. По желанию также предоставляются моторная лодка, рыболовные снасти, автомобиль УАЗ. Село находится в малолюдном живописном месте на берегу реки Цны. Вокруг заливные луга, озера, сосновый и смешанный лес. Хорошая охота, превосходная рыбалка и просто отдых от городской суеты.

## Транспорт
Основные грузо- и пассажироперевозки осуществляются автомобильным транспортом. Село Токарево имеет выезд на проходящую поблизости автомобильную дорогу федерального значения М-5 «Урал»: Москва — Рязань — Пенза — Самара — Уфа — Челябинск.